# 瓦赖纳 (艾奥瓦州)
瓦賴納（英語：Varina）是一個位於美國愛荷華州波卡洪塔斯縣的城市。

## 地理
瓦賴納的座標為42°39′36″N 94°53′56″W / 42.66000°N 94.89889°W，而該地的平均海拔高度為384米（即1260英尺）。

## 人口
根據2010年美國人口普查的數據，瓦賴納的面積為0.70平方千米，當中陸地面積為0.70平方千米，而水域面積為0.00平方千米。當地共有人口71人，而人口密度為每平方千米101人。